# Johan Anne Hoogkamp
Johan Anne Hoogkamp (Den Haag, 2 juli 1898 – Velp, 27 maart 1975) was een Nederlands politicus en bestuurder. Hij was burgemeester van Veendam en lid van van de Vrijzinnig Democratische Bond en later de Partij van de Arbeid.

## Biografie
Johan Anne Hoogkamp werd geboren op 2 juli 1898 als zoon van bakker Albert Hoogkamp en Jette de Groot en groeide op in Heerenveen. Hij was in 1922 te Schoterland getrouwd met Elisabeth Jantina Talsma (1897-1973), dochter van Ouwe Talsma en Geertje Posma. Het echtpaar had één zoon, Otto Albertus Hoogkamp.
Zijn ouders waren uit Friesland geboortig en vertrokken medio 1906 naar Heerenveen. Daar bezocht hij de HBS en kreeg in 1913 een plaats als volontair ter secretarie van de gemeente Schoterland. Op 1 januari 1917 werd hij tijdelijk ambtenaar om enkele maanden daarna te worden aangesteld als derde ambtenaar ter secretarie te Lochem. Hoogkamp doorliep een succesvolle ambtelijke carrière. In 1930 werd hij benoemd tot hoofdcommies en chef van de afdeling financiën. Met ingang van 16 mei 1939 werd hij benoemd tot burgemeester van Veendam.
Hoogkamp werd verweten passief te zijn geweest tegenover de bezetter. Zo werkte hij mee aan de Winterhulp. Toch was Hoogkamp het niet met alles eens. Zo weigerde hij in februari 1942 deel te nemen aan een "éénpansmaaltijd" van de Nederlandschen Volksdienst, wat door de nationaalsocialisten werd gezien als afwijzing van het werk van de Volksdienst. De weigering haalde krant: 'Het gaat niet aan, dat meneer Hoogkamp de nieuwe orde stilletjes denkt te kunnen saboteeren, terwijl duizenden van zijn volksgenooten, nationaal-socialisten aan het Oostfront ook zijn have en zijn goed beschermen tegen het opdringende bolsjewistische barbarendom. Als meneer Hoogkamp het onfatsoenlijke van zijn houding en de juistheid van onze argumenten niet inziet, niet wil inzien, dan dient hij te verdwijnen .... en voor goed.'
De naam van Hoogkamp kwam opnieuw in het nieuws naar aanleiding van de naam van sporthal De Hoogkamp in Veendam. De gemeente Veendam kreeg een verzoek om de sporthal een andere naam te geven. Burgemeester Hoogkamp ondertekende in de Tweede Wereldoorlog opdrachtbrieven om tientallen Joden uit Veendam te deporteren. Veel van hen werden later door de Duitsers omgebracht. Hoogkamp werd in september 1945 door het Militair Gezag gestaakt. De staking werd op 22 maart 1946 opgeheven. Hij werd geschorst vanwege 'verregaande medewerking aan de Duitsers', maar kreeg uiteindelijk alleen een berisping van de zuiveringscommissie. De gemeente liet het verleden van burgemeester Hoogkamp onderzoeken door de Groninger historicus prof.dr. Doeko Bosscher.
In 1958 werd Hoogkamp gekozen tot voorzitter van de Vereniging van Nederlandse Gemeenten.